# Депортация корейцев в СССР
Депортация корейцев (кор. 고려인의 강제 이주) началась в сентябре 1937 года. На основании совместного постановления Совнаркома и ЦК ВКП(б) № 1428—326 «О выселении корейского населения из пограничных районов Дальневосточного края» от 21.08.1937 г., подписанного Сталиным и Молотовым, 173 тысячи этнических корейцев были выселены из приграничных районов Дальнего Востока на необитаемые пустынные и необжитые районы Казахстана и Средней Азии.
Согласно Решению Политбюро ЦК ВКП(б) № П51/734 от 21 августа 1937 года:
«В целях пресечения проникновения японского шпионажа в ДВК, провести следующие мероприятия:
1. Предложить Дальневосточному крайкому, крайисполкому и УНКВД Дальневосточного края выселить все корейское население пограничных районов ДВК: Посьетского, Молотовского, Гродековского, Ханкайского, Хорольского, Черниговского, Спасского, Шмаковского, Постышевского, Бикинского, Вяземского, Хабаровского, Суйфунского, Кировского, Калининского, Лазо, Свободненского, Благовещенского, Тамбовского, Михайловского, Архаринского, Сталинского и Блюхерово и переселить в Южно-Казахстанскую область в районы Аральского моря и Балхаша и Узбекскую ССР.
Выселение начать с Посьетского района и прилегающих к Гродеково районов.
2. К выселению приступить немедленно и закончить к 1-му января 1938 года.
3. Подлежащим переселению корейцам разрешить при переселении брать с собою имущество, хозяйственный инвентарь и живность.
4. Возместить переселяемым стоимость оставляемого ими движимого и недвижимого имущества и посевов.
5. Не чинить препятствий переселяемым корейцам к выезду, при желании, за границу, допуская упрощенный порядок перехода границы.
6. НКВД принять меры против возможных эксцессов и беспорядков со стороны корейцев в связи с выселением.»

## Мотивирование депортации
Депортация мотивировалась тем, что 7 июля 1937 года японские войска вторглись в Китай, а Корея была в то время частью Японской империи. Однако обвинений в «пособничестве врагу» корейцам ДВК как народу не предъявлялось. Репрессиям подвергались также бывшие граждане про-японского государства Маньчжоу-Го и бывшие служащие Китайско-Восточной железной дороги (Приказ НКВД от 20.09.1937 г. № 00593).
По сведениям и переписям населения за 1983 год, больше всего корейцев на территории СССР (всего 350 тысяч человек) проживало в Узбекистане. После распада СССР, в отличие от России и Казахстана, в Узбекистане не было принято акта о насильно переселённых народах. Часть корейцев, проживавших в Узбекистане, так же как и представители других некоренных народов, стали эмигрировать из Узбекистана в другие страны, в первую очередь в Россию и Казахстан.

## Исследования
Тема депортации корейцев с Дальнего Востока в течение долгого времени оставалась в числе запрещенных. Отсутствие доступа к архивным источникам не позволяло исследовать её достаточно основательно. Выходившие в свет работы опирались главным образом на мемуары. В 60-е годы XX века эта проблема начала привлекать все больше и больше внимания среди историков и публицистов.

## Предыстория
Ещё с конца 1920-х годов руководство СССР строило планы по отселению корейцев из пограничных районов Приморья в отдаленные территории Хабаровского края. Высшие органы большевистской партии обсуждали такую возможность в 1927, 1930, 1932 годах. В частности, 25 февраля 1930 года Политбюро ЦК ВКП(б) под председательством Сталина специально обсуждало вопрос о переселении дальневосточных корейцев. Во время Гражданской войны примерно каждый пятый корейский мужчина Приморья добровольно воевал за большевиков в Красной армии или в партизанских отрядах.
С весны 1937 года в центральной печати стали появляться публикации о японской подрывной деятельности среди корейцев Приморья и о японских шпионах-корейцах. В газете «Правда» от 23 марта 1937 года, в частности, писалось о задержании корейцем-колхозником корейца-шпиона: «Корейцы − советские граждане − научились распознавать врага. Советский патриот-кореец доставил куда следует врага своего народа». Газета «Известия» от 4 сентября 1937 года, уже после постановления о выселении, сообщила о том, как с помощью председателя пограничного корейского колхоза «Борьба» Ким Иксена пограничники задержали переброшенного японцами из Маньчжоу-Го шпиона-корейца.
Перед депортацией органы НКВД провели масштабные репрессии, выделявшиеся даже на фоне всплеска репрессий 1937 года: были почти поголовно уничтожены выдвинувшиеся в послереволюционные годы руководители ВКП(б), практически все корейцы-краскомы, была уничтожена вся корейская секция Коминтерна и арестовано большинство корейцев, имевших высшее образование. Уже во время переселения органами НКВД было арестовано около 2,5 тыс. корейцев из числа подлежащих депортации. До принятия постановления о депортации в Дальневосточном Крае прошло несколько волн чисток и репрессий, охвативший все слои общества и властных структур, включая аппарат ВКП(б), Красную армию, органы НКВД, интеллигенцию и простых граждан. На смену репрессированным, покончившим с собой и смещённым со своих постов советским функционерам пришла новая номенклатура, не имевшая в своей основной массе опыта совместной работы с советскими корейцами. Эта новая номенклатура была способна к жестокому выполнению поставленной центральной властью задачи по выселению корейцев из Дальневосточного Края.

## Организация депортации
Депортация была организована на основании нескольких постановлений Совнаркома, важнейшим из которых было совместное постановление Совнаркома и ЦК ВКП(б) № 1428—326 «О выселении корейского населения из пограничных районов Дальневосточного края» от 21 августа 1937 г.
Совет Народных Комиссаров Союза ССР и Центральный Комитет ВКП(б) ПОСТАНОВЛЯЮТ:
В целях пресечения проникновения японского шпионажа в Дальневосточный край провести следующие мероприятия:
1. Предложить Дальневосточному крайкому ВКП(б), крайисполкому и УНКВД Дальневосточного края выселить все корейское население пограничных районов Дальневосточного края: Посьетского, Молотовского, Гродековского, Ханкайского, Хорольского, Черниговского, Спасского, Шмаковского, Постышевского, Бикинского, Вяземского, Хабаровского, Суй-фунского, Кировского, Калининского, Лазо, Свободненского, Благовещенского, Тамбовского, Михайловского, Архаринского, Сталинского и Блюхерово и переселить в Южноказахстанскую область, в районы Аральского моря и Балхаша и Узбекскую ССР.
Выселение начать с Посьетского района и прилегающих к Гродеково районов.
2. К выселению приступить немедленно и закончить к 1 января 1938 года.
3. Подлежащим переселению корейцам разрешить при переселении брать с собою имущество, хозяйственный инвентарь и живность.
4. Возместить переселяемым стоимость оставляемого ими движимого и недвижимого имущества и посевов.
5. Не чинить препятствий переселяемым корейцам к выезду, при желании, за границу, допуская упрощенный порядок перехода границы.
6. Наркомвнуделу СССР принять меры против возможных эксцессов и беспорядков со стороны корейцев, в связи с выселением.
7. Обязать Совнаркомы Казахской ССР и Узбекской ССР немедленно определить районы и пункты вселения и наметить мероприятия, обеспечивающие хозяйственное состояние на новых местах переселяемых, оказав им нужное содействие.
8. Обязать НКПС обеспечить своевременную подачу вагонов по заявкам Далькрайисполкома для перевозки переселяемых корейцев и их имущества из Дальневосточного края в Казахскую ССР и Узбекскую ССР.
9. Обязать Далькрайком ВКП(б) и Далькрайисполком в трехдневный срок сообщить количество подлежащих выселению хозяйств и человек.
10. Увеличить количество пограничных войск на 3 тысячи человек для уплотнения охраны границы в районах, из которых переселяются корейцы.
11. Разрешить Наркомвнуделу СССР разместить пограничников в освобождаемых помещениях корейцев.
Секретарь Центрального Комитета ВКП(б) И. СТАЛИН
Председатель Совета Народных Комиссаров Союза ССР

В. МОЛОТОВ
Источник: ГАРФ. Ф. Р-5446. Оп. 1в. Д. 497. Л. 27–28.
Впервые: Родина. 1992. № 10. С. 58. Со ссылкой: ЦА ФСБ. Фрагменты (только п. 1 и 2).
Впервые полностью: Сборник законодательных и нормативных актов о репрессиях и реабилитации жертв политических репрессий: В 2 ч. / Под ред. Г.Ф. Весновской. Курск: ГУИПП «Курск», 1999. Ч. I. С. 237–238.
Постановление конкретизировалось и дополнялось секретной шифрограммой Ежова Люшкову, который руководил депортацией:
[Шифрограмма наркома НКВД СССР Н.И. Ежова № 535 начальнику Управления НКВД по Дальне-Восточному краю Г.С. Люшкову о сроках и порядке проведения операции по переселению корейцев]
29 августа 1937 г.
№ 535 от 29/8-37
ХАБАРОВСК КРАЙКОМ, 
КРАЙИСПОЛКОМ ЛЮШКОВУ
Первое. Сроки выселения корейцев для районов Посьетского и Гродековского направления к 1 октября и остальные районы к 15 октября утверждаются.
Второе. Корейцы города Ворошилова и других, расположенных в районах выселений подлежат тоже одновременному выселению. Корейцы-коммунисты, комсомольцы и вся корейская интеллигенция этих районов выселяются одновременно. Представьте соображения возможности переброски Каз.ССР и Уз.ССР редакций и типографий корейских газет, издательств и учебных заведений.
Третье. Корейцы-красноармейцы рядового и младшего нач[альствующего] состава частей ОКДВА и погранохраны подлежат все увольнению. Красноармейцы, силами которых выселяются, выезжают вместе со своими семьями.
Четвертое. Корейцы — нач[альствующий] состав частей ОКДВА и погранохраны перевести [во] внутренние округа. До их перевода их семьи выселению не подлежат. При переводе нач[альствующего] состава корейцев семьям разрешить выезд с командиром или в районы вселения.
Пятое. Всех корейцев, состоящих на службе в частях РККА, погранохраны и милиции из погранполосы немедленно отозвать.
Шестое. Подберите группу крепких работников корейцев ГУГБ, погранохраны и милиции для переброски Каз.ССР и Уз.ССР. Количество, фамилии, должности телеграфьте для получения назначения.
Седьмое. Выдворяем через границу упрощённым порядком. Брать с собою всё личное необобществлённое имущество. Вывоз ценностей разрешить. Паспорта и другие официальные документы при выдворении за границу отбирать.
Восьмое. Призыв из запаса НКВД на 3 месяца в порядке переподготовки 400 чел. разрешается.
Девятое. Паспорта при посадке в эшелон отбирать, иметь их у комендантов эшелонов. На месте будут выданы новые паспорта со ссылкой на постановление СНК 861 пункт 11.
−НАРОДНЫЙ КОМИССАР ВНУТРЕННИХ ДЕЛ СССР, ГЕНЕРАЛЬНЫЙ КОМИССАР ГОСУДАРСТВЕННОЙ БЕЗОПАСНОСТИ ЕЖОВ
Одновременно с событиями на Дальнем Востоке во всех городах центральной части России также началась кампания по выявлению, задержанию, арестам и депортации корейцев, проживавших или проходивших там учёбу.

## Депортация
Корейцам давали минимальный срок на сбор вещей, а потом грузили в подготовленные эшелоны. Депортация осуществлялась на литерных эшелонах с заранее указанным местом погрузки и временем отправки. Эшелоном руководил начальник, которому подчинялись старшие по вагонам из числа проверенных корейцев. Эшелон состоял в среднем из 50 людских вагонов, одного «классного» (пассажирского), одного санитарного, одного кухни-вагона, 5-6 крытых грузовых и 2 открытых платформ. «Людские» вагоны представляли собой товарные вагоны, оборудованные двухъярусными нарами и печкой-буржуйкой. В одном вагоне перевозились 5-6 семей (25-30 человек). Время следования из Приморья до станций разгрузки в Казахстане и Узбекистане занимало 30-40 дней. Перед погрузкой у людей изымались паспорта. Каждый вагон был «агентурно обеспечен».
Число смертей во время перевозки, включая жертвы аварии одного эшелона на станции Верино под Хабаровском, составляет, вероятно, несколько сотен.
Части корейцев, особенно тем, кто не имел при себе документов, проливающих свет на их появление в Советском Союзе, было разрешено вернуться в Корею.

## Последствия депортации
В результате депортации столь значительной части населения края с карты Приморской области исчезли основанные и полностью заселённые корейцами населённые пункты  Тизинхе, Верхне-Рязаново, Нижне-Рязаново (Рязановка), Худувай (Свободное,Фудувай), Богатая Фанза, Богославка (Богуславка), Ново-Брусье (Арякнуезя), Средне-Брусье, Пунктой. Население колхозов, укрупнённых за счёт присоединяемых в процессе коллективизации 1929 года корейских поселков, существенно сократилось. Посьетский корейский национальный район был ликвидирован и переименован в Посьетский район. Во Владивостоке была ликвидирована вслед за китайской "Миллионкой" 25-тысячная корейская слобода "Корейка". Опустевшие дома были распределены среди бесквартирных  и переселенцев из европейской части страны. Из депортированных потерь в 36 442 домохозяйства за 1937-39 гг. было компенсировано лишь 3700 семьями переселенцев.
Депортированные корейцы подверглись серьёзным ограничениям в своих правах. Вопреки утверждениям некоторых источников[уточнить][уточнить] статус спецпоселенцев корейцы получили только после Великой Отечественной войны — 2 июня 1945 года, во время подготовки СССР к войне с Японией. Приказом наркома внутренних дел СССР Л. П. Берии была начата организация надзорных комендатур, но после капитуляции Японии эти мероприятия были свёрнуты.
Переселённые корейцы имели статус административно высланных − они были ограничены в передвижении пределами Средней Азии. В отличие от представителей других депортированных впоследствии народов, корейцы могли занимать руководящие должности и учиться в высших учебных заведениях. Они трудились в собственных колхозах, на выделенной им земле, или вступали в колхозы местного населения на общих основаниях
Поскольку органы НКВД не осуществляли за корейцами надзор, статистика их численности отсутствует в архивах ГУЛАГа и оценить человеческие потери первоначальной адаптации затруднительно. В первую зиму многие корейцы жили во временных землянках. Утверждается, что в эту зиму погибла треть грудных младенцев, что при высокой рождаемости может удвоить коэффициент смертности. Наличие данных о демографии корейцев в Казахстане в течение двух лет (1938 и 1939 гг.) также позволяет произвести оценку. Коэффициент рождаемости среди корейцев превышал средний коэффициент по Казахстану, который составлял в 1937—1938 гг. 42,4 человека на каждую тысячу. Коэффициент смертности корейцев превышал средний показатель по республике почти в два раза: в 1937 г. смертность по Казахстану составляла 18,3 человека на каждую тысячу населения, а в 1938 г. — 16,3. Эти данные показывают, что даже в первый год переселения корейцы имели превышение рождаемости над смертностью и хорошо согласуются с предыдущими данными о «дополнительной» 33 % младенческой смертности. Таким образом, адаптационные потери в первые два года составляют несколько тысяч и существенно превосходят потери транспортировки. (В некоторых публикациях треть погибших младенцев превратилась в треть всех корейцев, но эта цифра не подтверждается документами и не согласуется с известными фактами.)
Документы свидетельствуют, что местные и центральные власти предприняли значительные усилия по обустройству переселенцев. В частности, корейцам не только выдавалась компенсация за имущество, утраченное в Приморье, но, по крайней мере, в Узбекистане была выдана и безвозмездная помощь в размере 3000 рублей на хозяйство. Переселенцы в особом порядке обеспечивались стройматериалами, кредитами и хорошими землями, что иногда вызывало недовольство со стороны местного населения. Корейские колхозы на первые два года были освобождены от обязательных государственных поставок. Основными занятиями корейцев первоначально стали рисоводство, овощеводство и рыболовство. Уже в первый год поселения, значительная часть корейцев самостоятельно ушла из Казахстана в Узбекистан, где условия для традиционного корейского земледелия были лучше.
После переселения не был восстановлен корейский педагогический институт. Национальные культурные учреждения ограничились театром и одной официозной газетой. Корейские посёлки оказались разбросаны на большой территории среди узбекских, русских и казахских поселений. Часть корейских детей сразу после переселения пошла в русские школы. В результате за одно — два поколения переселенные корейцы стали русскоязычными. Так появился новый народ − корё-сарам (самоназвание «корё» в самой Корее давно не употребляется). Быстрый переход на доминирующий язык характерен для корейской диаспоры во всём мире. (Русскоязычными стали и сахалинские корейцы, которые оказались в границах СССР в 1945 году, жили компактно и не отождествляют себя с корё-сарам). Но в отличие от корейцев в некоторых других странах для корё-сарам стали характерны смешанные браки, которые к концу советского периода достигли 40 %. Общая численность русскоязычных корейцев к XXI веку увеличилась почти в три раза и достигла 500000 человек. В силу большого числа смешанных браков точный подсчёт потомков переселённых корейцев затруднителен.

### Вопрос о службе в Вооружённых силах СССР
Исследователи указывали, что депортированые корейцы не могли служить в Красной армии. В армию попали в основном те корейцы, которые не подверглись депортации, но таких было очень немного — например те, кто в момент депортации проживал за пределами Дальнего Востока. Вместо службы в армии депортированных призывали в «Трудармию». В то же время в работе Д. В. Шина, Б. Д. Пака и В. В. Цоя писалось, что на фронты Великой Отечественной войны попадали корейцы и из числа 170 тысяч депортированных. Авторы писали, что советских корейцев на фронт не брали и они принимали участие в Великой Отечественной войне исключительно в тылу и на трудовом фронте, а если им и удавалось попасть на фронт, то это были исключительные случаи, и таких было считанные единицы. Для этого им приходилось прибегать к различным хитростям: идти на фронт под чужим именем и изменяя национальность (например на казахскую) либо бежать на фронт из Трудовой армии.

## Реабилитация
Фактическая реабилитация корейцев произошла в 1953—1957 годах, когда были отменены все формальные ограничения в правах. Существовал негласный запрет на их карьерный рост по партийной линии и в армии выше уровня секретаря райкома и подполковника. Однако среди корейцев были Герои Советского Союза, в частности, Евгений Ким и Александр Мин. В других сферах, включая государственное управление и МВД, заметной дискриминации не было. Уже в семидесятые годы корейцы занимали должности республиканских министров и союзных зам. министров, появились корейцы академики АН СССР. Корейцы в массовом порядке стали уходить из сельского хозяйства и получать высшее образование. В 1989 г. доля лиц с высшим образованием среди корейцев была в два раза выше, чем в среднем по СССР.
После отмены административных ограничений значительная часть корейцев переселилась в Россию, в основном в центральные регионы. Сейчас в России проживает 150 000 корё-сарам, в Казахстане — 100 000 и в Узбекистане — 200 000. Эмиграция корейцев из Узбекистана продолжается и сейчас, но не в Корею, а в Россию. В 1993 году было принято Постановление Верховного Совета Российской Федерации «О реабилитации российских корейцев». Для депортированных корейцев и их потомков установлен льготный порядок восстановления (принятия) российского гражданства.